# روبن پل آدالیان
روبن پل آدالیان (انگلیسی: Rouben Paul Adalian) مدیر «مؤسسهٔ ملی ارمنیان» (ANI) Armenian National Institute در واشینگتن، دی.سی. می‌باشد. آدالیان مدرک دکتری در رشته تاریخ را از دانشگاه کالیفرنیا، لس‌آنجلس دریافت نموده است. وی در «مدرسه روابط بین‌الملل الیوت دانشگاه جرج واشینگتن» و «دانشگاه جان هاپکینز» تدریس می‌کند.
آدالیان از یوسی‌ال‌ای فارغ‌التحصیل شده است و مؤلف تعدادی آثار علمی و مقالات از جمله «دیکشنری تاریخی ارمنستان» (انگلیسی: Historical Dictionary of Armenia) و «از انسان‌گرایی تا خردگرایی: بورس تحصیلی ارمنیان در سده نوزدهم میلادی» (انگلیسی: From Humanism to Rationalism: Armenian Scholarship in the Nineteenth Century) می‌باشد.
وی ویراستار، «کتاب حقایق ارمنستان و قره باغ» (انگلیسی: Armenia and Karabagh Factbook) سردبیر کتاب برنده جایزه «دانشنامه نسل‌کشی» (انگلیسی: Encyclopedia of Genocide) می‌باشد.

## کتابشناسی
- Genocide in Our Time (1992)
- From Humanism to Rationalism: Armenian Scholarship in the Nineteen Centruy (1992)
- Armenia Facebook (1994)
- Genocide in the Twentieth Century (1995)
- Armenia and Khrabagh Facebook (1996)
- The Encyclopedia of the Modern Middle East (1996)
- Studeies in Comparative Genocide (1999)
- Genocide: Essays Toward Understanding, Early-Warning, and Prevention (1999)
- America and the Armenian Genocide (2003)
- Historical Dictionary of Armenia (2002, 2010)